# Hr.Ms. Jan van Brakel (1936)
Hr.Ms. Jan van Brakel (M 80, F816, A 906) was een Nederlandse mijnenlegger, gebouwd door de Koninklijke Maatschappij de Schelde uit Vlissingen. Naast mijnenlegger was de Jan van Brakel ook ingericht als vaartuig voor politietoezicht op de visserij. Het schip is vernoemd naar de 17de-eeuwse vlootvoogd Jan van Brakel.

## De Jan van Brakel tijdens de Tweede Wereldoorlog
Op 12 mei legde het schip samen met de Willem van der Zaan en de Nautilus een mijnenversperring bij de Haaksgronden. Op 14 mei 1940 week het schip uit naar het Verenigd Koninkrijk. Tijdens de overtocht pikte de Jan van Brakel een deel van de bemanning op van de gezonken kanonneerboot Johan Maurits van Nassau. Op 15 mei passeerde de Jan van Brakel samen met de Amsterdam, Z 5, Z 8, G 13 G 15 Dover op weg naar Portsmouth.
In de Britse wateren werd het in schip ingezet voor konvooidiensten. In eerste instantie lag de Jan van Brakel in Southend. Op 1 juni zou de Jan van Brakel samen met de Nautilus onder begeleiding van de Britse torpedobootjager Walpole als konvooi FN 187 naar Tyne varen. Omdat door de mist het konvooi vertraagd was werd de Walpole vervangen door de sloep Black Swan. Op 4 juni vertrok het konvooi FN 187 uiteindelijk om een dag later in Tyne te arriveren.
In april 1942 vertrok de Jan van Brakel naar Curaçao om daar konvooidiensten uit te voeren.
In december 1943 arriveerde het schip in Miami waar het omgebouwd werd tot escortevaartuig. Tijdens het ombouwen bracht Koningin Wilhelmina op 24 februari 1944 een bezoek aan het schip. Eind 1944 keerde de Jan van Brakel terug naar het Verenigd Koninkrijk waar het als moederschip verbonden werd aan het 203e mijnenvegerflotielje.

## Na de Tweede Wereldoorlog
Na de Tweede Wereldoorlog vertrok de Jan van Brakel naar als moederschip voor de mijnendienst naar Nederlands-Indië. Later deed het schip dienst als opnemingsvaartuig in Nederlands Nieuw-Guinea. Op 1 augustus 1957 werd de Jan van Brakel uit dienst genomen om uiteindelijk bij Biak als doelschip voor schietoefeningen te eindigen.